# Theretra procne
Theretra procne är en fjärilsart som beskrevs av James Brackenridge Clemens 1859. Theretra procne ingår i släktet Theretra och familjen svärmare. Inga underarter finns listade i Catalogue of Life.